# Travis Barker
Travis Landon Barker (Fontana, 14 de novembro de 1975) é um baterista, percussionista, tecladista, pianista, compositor, produtor musical, reality show e designer de moda estadunidense. Ficou mundialmente conhecido por atuar durante 8 anos na banda californiana Blink-182 até a mesma se separar em 2005, porém, os integrantes do grupo se reuniriam novamente, em fevereiro de 2009, com planos de voltar aos palcos e estúdios de gravação. Também tocou com +44, Paul Wall, Expensive Taste, Transplants, Box Car Racer, The Aquabats, Queens of the Stone Age, Avril Lavigne, Idiot Pilot, The Game, DJ AM, Soul Assassins. Skylar Grey, Goldfinger e Linkin Park.
Glória, sua mãe, o incentivou a tocar bateria aos quatro anos de idade. Antes do primeiro dia de aula, ela morreu de câncer.
Travis se casou com Kourtney Kardashian em 2022 , eles mantêm um relacionamento desde janeiro de 2021.

## Blink-182

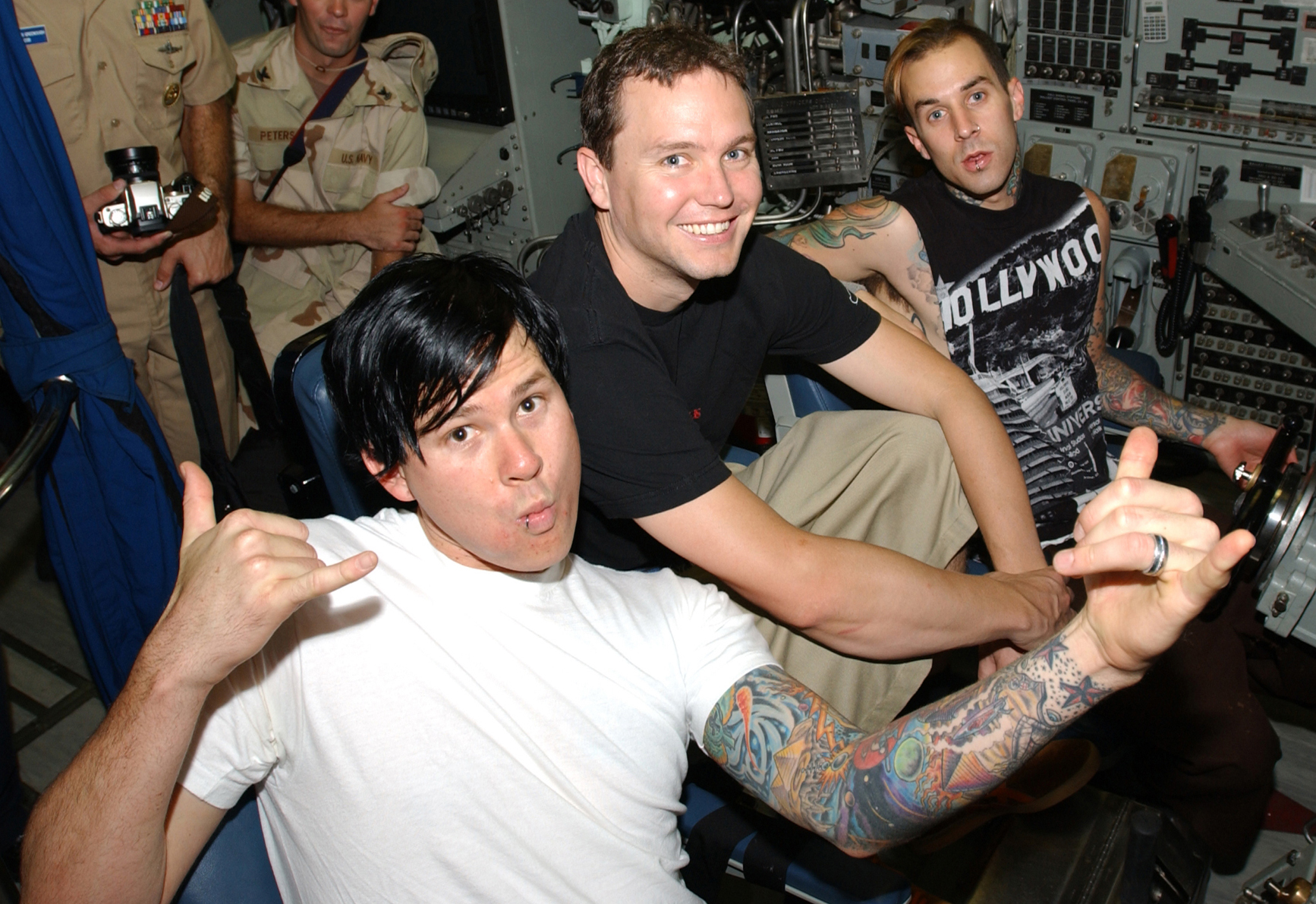
Travis Barker com Tom DeLonge e Mark Hoppus em agosto de 2003 no Bahrein.

Em 1998 Travis Barker iniciou uma turnê com a sua banda, The Aquabats, e nessa turnê o Blink-182 também estava presente. Após alguns conflitos internos de Mark Hoppus e Tom DeLonge, (intgrantes do Blink-182) com o baterista original do Blink, Scott Raynor, o mesmo decidiu sair da banda, alegando que queria estudar e se formar, mas fontes dizem que a banda teve um problema com Scott, pelo forte consumo de bebidas. Scott desapareceu durante a turnê e a banda precisou de outro baterista para substituí-lo por um concerto. Travis então foi chamado para tocar no lugar de Scott Raynor, ele tinha que aprender a tocar as canções rápido, mas ele aprendeu todas canções em cerca de uma hora, e tocou todas naquela noite. Mas como é difícil dedicar-se à duas bandas com agendas totalmente diferentes, Travis Baker optou pelo Blink-182, pois era uma banda muito mais famosa e naquele ano já tinha grandes sucessos como "Dammit" e "Josie". Graças a sua grande habilidade na bateria, Tom DeLonge, guitarrista e vocalista, e Mark Hoppus, baixista e vocalista o aceitaram na banda.
Com ele, o Blink-182 decolou lançando 3 álbuns de estúdio que fizeram muito sucesso. O álbum Enema Of The State, lançado em 1999 fez com que eles alcançassem fama mundial. Depois lançaram outro álbum que fez muito sucesso no mundo todo, Take Off Your Pants and Jacket. Por último, o álbum de mesmo nome da banda, o Blink-182, lançado em 2003, álbum esse que mostrou uma fase mais madura da banda. Em 2005, após sete anos como baterista do Blink-182 a banda estava se separando, porém, os integrantes do grupo se reuniriam novamente, em fevereiro de 2009, com planos de voltar aos palcos e estúdios de gravação.

## Projetos paralelos e atuações fora do mundo musical

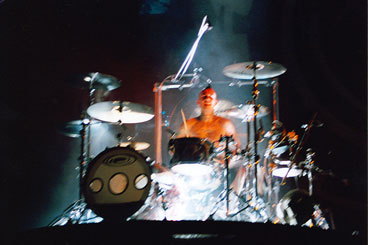
O baterista em concerto em San Diego, Califórnia, em junho de 2004.

Travis Barker sempre deixou bem claro que gosta de vários gêneros musicais além do punk rock, especialmente o hip hop. Em uma entrevista a MTV em 2002 ele disse: «Eu provavelmente escuto mais hip hop e drum and bass do que punk rock…» Não demorou para ele explorar esses interesses fora do Blink-182, participando de vários projetos paralelos enquanto esteve no Blink-182, incluindo Box Car Racer, Transplants entre outros.
O Box Car Racer foi um projeto com o guitarrista e vocalista do Blink-182, Tom DeLonge. Esse projeto resultou em um álbum auto-titulado, o Box Car Racer. Tom DeLonge disse que perguntou para Travis Barker se queria tocar, assim ele não teria que procurar uma baterista. Isso sempre gerou comentários, pois achavam que o Blink-182 tinha acabado quando esse projeto foi iniciado, pois o outro integrante do Blink-182, Mark Hoppus participou em apenas uma canção do projeto.
Já o Transplants é uma mistura de hip hop e punk rock. Eles lançaram dois álbuns, com participação de outros artistas. No primeiro, do ano de 2002 foi alto-titulado, o Transplants e no segundo em 2005 se chama Haunted Cities, que foi gravado pela LaSalle Records. Depois de participar do Warped Tour em 2005 os integrantes resolveram em acabar por ali, isso foi confirmado por Tim Armstrong, ex-membro do grupo, em uma entrevista em 2006.
Travis Barker também trabalhou nos álbuns do Black Eyed Peas, Pink e Pharrell Williams. Ele aparece também no álbum de Bun B, Trill, de 2005, em uma faixa bônus com Skinhead Rob, um ex-companheiro de Transplants. Em 2006 ele trabalhou em um álbum do T.I. e tocou bateria em algumas faixas do álbum de Avril Lavigne, e fez um remix da canção "Umbrella" em parceria com Rihanna.
No final de 2006 ele lançou o primeiro álbum de sua nova banda, o +44, com Mark Hoppus, também se juntou à Paul Wall e Rob Aston para formar o Expensive Taste.
Fez o remix da canção "Crank That", do Soulja Boy, essa versão teve uma boa aceitação do público. Recentemente ele fez outro remix, dessa vez da canção "Low", do Flo-Rida, entre outros projetos.
Em 2008 fez a bateria da canção "Dope Boys", faixa em que conta com o vocal do rapper The Game, e fez também a bateria da canção "Don´t Touch Me", canção do rapper Busta Rhymes.
Em 2009 fez um "remix" de uma canção do rapper Eminem, chamada "3.a.m", fez a bateria da canção "The One" com o grupo Slaughterhouse, e "remixou" também a canção "Forever", cantada originalmente por três rappers, Drake, Lil Wayne e Eminem.
Em 2010, foi o baterista no concerto de Eminem, em Los Angeles. Em 2014, defendeu no twitter um apoio mais direto na defesa dos cristãos na Síria no momento em que ocorreu uma zona de exclusão aérea na Síria e no Iraque contra o Estado Islâmico.
Em 2014 fez uma participação especial no videoclipe do single I Really Don't Care da cantora e atriz Demi Lovato.
Em 2015 lançou um livro de memórias chamado Can I Say: Living Large, Cheating, and Drums, Drums, Drums ainda sem tradução para o português.
Em 2017, entrou para  banda Goldfinger, com a qual já gravou o álbum The Knife.
Travis também participou também do EP "Live Fast Die Whenever", da dupla de rap americana $uicideBoy$.
em 2019 colaborou no Álbum de Machine Gun Kelly chamado Hotel Diablo e em 2020 no Álbum Tickets to my Downfall .
Em 2020 colaborou no Single "All of Me" do Álbum "Carry On" da The Score .

## Álbum solo
Travis Barker lançou seu primeiro álbum solo no dia 15 de março de 2011. "Give The Drummer Some" mistura a sonoridade punk com hip hop e conta com participações de Yelawolf, Lil' Wayne, Ludacris, Kid Cudi, Rick Ross, Slaughterhouse, Steve Aoki, Kurupt, Corey Taylor, do Slipknot, RZA, Raekwon e Tom Morello, do Rage Against the Machine.
Barker já estava gravando seu álbum solo quando sofreu um acidente de avião em 2008. "Sinceramente, eu achava que nunca terminaria esse álbum. Durante algum tempo, fiquei apenas me recuperando. Ninguém pensava que eu poderia tocar bateria depois de todas as cirurgias. Mas isso ficou sempre na minha cabeça. Depois que entrei no estúdio, pensei, 'Eu posso andar agora, eu ainda posso tocar bateria. Preciso terminar isso'", revelou o baterista. Para se recuperar do acidente, Barker passou por 16 cirurgias e quase teve que amputar um pé.
O primeiro single lançado foi "Can a Drummer Get Some", que conta com vocais de Game, Lil’ Wayne, Rick Ross e Swizz Beatz.

## Mundo dos negócios
Travis Barker tem uma série de negócios ligados ao seus interesses musicais. Em 1999 ele fundou a Famous Stars and Straps, uma grande linha de roupas e acessórios ligados ao skate e as ruas. Ele disse que escolheu o logo da marca, um F, pois se parecia muito com um logo de um automóvel, mas também pelo fato de não poder ter um.
Também fundou a LaSalle Records, gravadora que assinou com sua própria banda, Transplants. Também se arriscou no mundo gastronômico com o restaurante Wahoo's Fish Taco, que localiza-se em Norco, Califórnia.
Desenvolveu um tênis com a marca DC Shoes batizado de remix, fez parcerias com a Orange Country Drum and Percussion e com a Zildjian, onde desenvolveu uma linha de produtos com o seu nome.
No dia 20 de setembro de 2010, Travis Barker lançou o primeiro single de seu álbum solo, chamado Jump Down.

## Tatuagens

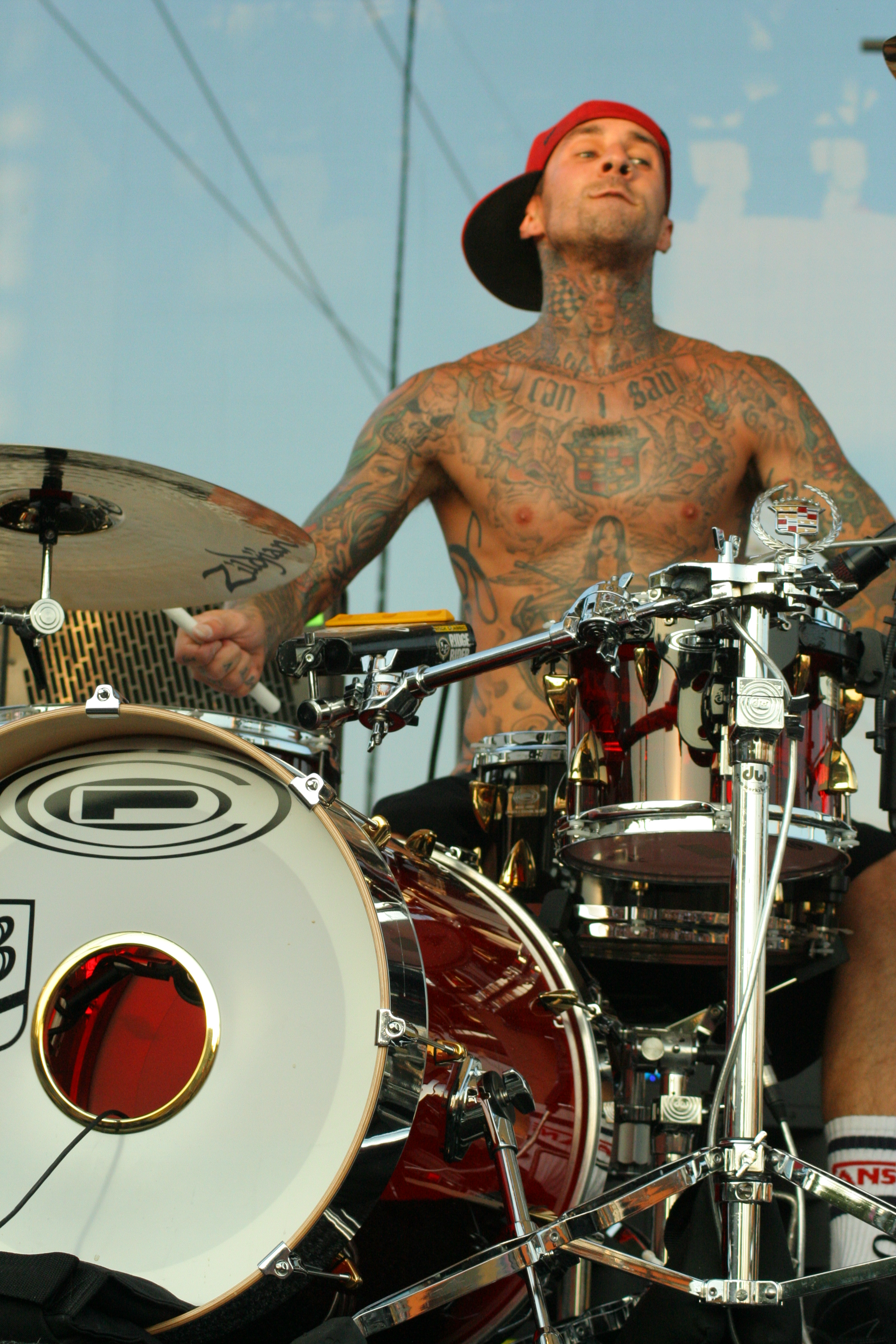
Travis Barker em Columbia, Carolina do Sul, em setembro de 2008.

Sua primeira tatuagem foi a palavra bones (em português: ossos), um apelido que ele teve na adolescência por ser muito magro. Outra é a frase self made (em português: auto feito) de 2000, tatuada em seus dedos, ele disse que não teve a ajuda de ninguém para conseguir tudo que tem hoje e por isso a fez. Ele tem alguns desenhos religiosos por ter tido uma criação católica. Ele tem Jesus em seu braço esquerdo, mãos orando em sua cabeça, mas só é visível com o cabelo raspado, e também tem um Sagrado Coração. Ele fez algumas tatuagens para mostrar seu amor por carros, principalmente por Cadillacs, duas bandeiras quadriculadas em seu pescoço com o número 66, que simboliza o modelo de seu Cadillac preferido. Tem o logo da Cadillac no meio de seus peitos, a palavra Cadilllac em suas costelas, entre outras.
Grande parte de suas tatuagens são dedicadas ao seu amor por música, como a frase Can I Say, nome do primeiro álbum da banda Dag Nasty, um microfone, baquetas e notas musicais e uma Boom Box em seu abdômen pelo seu amor por hip hop desde criança. A tatuagem com a palavra hope (em português: esperança) em suas costas é de uma canção dos Descendents, a esperança é que deu forças para ele após a morte de sua mãe. Outro tributo aos Descendents é o nome de um álbum deles, I Don't Want to Grow Up (em português: Eu não Quero Crescer).
Barker tem uma série de tatuagens dedicada a família, uma com a frase escrita família, um coração com flores japonesas onde está escrito mom (em português: mãe), e outro coração com uma faixa escrita Shanna. Teve o nome de sua ex-mulher, Melissa, tatuado em seu pescoço, e tem o nome de seus dois filhos e de uma filha de Shanna Moakler, mas que Travis Barker considera como filha em baixo da palavra hope, além do nome de seu filho, Landon, em seu pulso.
Travis considera seu braço direito como um amuleto da sorte, tatuou ali vários objetos que para trazer muita sorte, como um baralho, dados, cifrão, um pé de coelho, uma taça, o demônio da Black Label Skateboard, uma teia de aranha em seu cotovelo, o número 7 e também uma caveira com o número 13 em seus olhos (o número 13 é considerado um número da sorte na cultura das tatuagens).
Travis Barker tem uma frase escrita ao redor de seu pescoço dizendo Chaos Often Breeds Life, When Order Breeds Habit, essa frase pode ser encontrada também no encarte do álbum de estúdio da banda Box Car Racer.
Ele disse uma vez ao comentar o seu grande números de tatuagens que ele tatuou todo o corpo com a intenção de não ter um trabalho normal, e sim trabalhar com música. Segundo ele, já foi gasto mais de $30.000,00 em tatuagens…

## Acidente de avião
Em 20 de setembro de 2008, Travis Barker sofreu um grave acidente de avião, em Columbia, na Carolina do Sul. Ao lado de ex-Crazy Town, Adam Goldstein, (mais conhecido como DJ AM) ele foi um dos dois sobreviventes da queda do Learjet 60, que matou a piloto Sarah Lemmon, o co-piloto James Bland, seu agente Chris Baker e seu segurança pessoal Charles Still. Mesmo ele já prosseguindo normalmente com a sua vida pessoal e com os seus concertos musicais,  ele não viaja mais em aeronaves, tendo já explicado ter ficado com traumas e ter medo de subir em uma novamente. Em 2012 Travis teve que viajar de navio para fazer uma turnê Europeia.